# Абдал-хан
Абдал-хан — представитель курдской династии, правившей Битлисским эмиратом. Битлисский эмират — эмират со столицей в Битлисе, образованный племенной курдской конфедерацией рузаки. Эмир Битлиса был крупнейшим и могущественнейшим из всех курдских эмиров. Абдал-хан — внук первого курдского историка Шараф-хана Бидлиси. Был богат и могущественен, собрал библиотеку, состоящую более чем из 6000 томов. Владел, по словам Эвлия Челеби, «тысячью искусств», покровительствовал учёным. Не желая смириться с зависимым положением, в 1655 году поднял мятеж против османского владычества, называемый иногда в историографии «восстание рузаки» по названию племени, к которому принадлежали правители Битлиса и их приближённые. В итоге был смещён и выслан в Стамбул, где, возможно, был казнён.

## Происхождение
Абдал-хан происходил из старинной курдской семьи, правившей городом Битлис. Они считали, что их род происходит от Сасанидов. Дед Абдал-хана, Шараф-хан Бидлиси, утверждал, что к 1597 году Битлис принадлежал его предкам в течение 760 лет. Правители Битлиса были влиятельны в регионе. По сообщению Шарафаддина Язди, Тамерлан отдал им всю область.
В течение долгого периода предки Абдал-хана с переменным успехом пытались отстоять независимость Битлиса от османской экспансии, поэтому сразу приняли сторону Тамерлана во время его войны с Баязидом. В 1533—1535 годах Сулейман I вторгся в Азербайджан, покорил Тебриз и Багдад. В это время он занял и Битлис. Дед Абдал-хана, Шараф-хан V Бидлиси, уклончиво писал о смерти своего деда, Шараф-хана IV, но Печеви сообщал, что Шараф-хану IV, деду деда Абдал-хана, отрубили голову, а управление Битлисом было передано сыну казнённого, Шамседдину. На следующий год Шамседдину было предложено стать подконтрольным Османской империи правителем Малатьи и Мараша, отдав Битлис. Шамседдин решил перейти к шаху Тахмаспу и переехал в Тебриз. Умер он в Казвине в 1576—1577 годах. Шараф-хан вернулся в Битлис при Мураде III, когда султан предложил ему стать губернатором, а потом и эмиром Битлиса. Однако по какой-то причине позднее он воевал с бейлербеем Вана и погиб, либо сражаясь против османских войск, либо будучи казнён. Отцом Абдал-хана был Зиядэддин-бей, сын Шараф-хана V.
Известно, что Мелек Ахмед-паша обвинял Абдал-хана в том, что тот почти пятьдесят лет нарушает спокойствие. Значит, к 1656 году Абдал-хан около пятидесяти лет правил Битлисом. По словам Эвлии, к 1650 году Абдал-хану было около семидесяти лет. Сам хан говорил в 1656 году, что скоро войдёт в восьмой десяток лет. Это даёт примерно 1575—1580 год рождения и примерно 1600—1606 год начала правления. В 1614—1615 годах Стамбул посетил итальянский путешественник Пьетро делла Валле. В этот период в город приезжал Битлисский хан (возможно, это был Абдал-хан). Пьетро писал, что для персидской кампании Битлисский хан предоставил султану 12 000 всадников.

## Биография
Первые упоминания об Абдал-хане относятся к тридцатым годам XVII века. Так, согласно регистрационным записям провинции Ван, в 1631 году Абдал ибн Зияэддин правил Битлисом. В 1635—1636 году во время Ереванской кампании Мурад IV заболел и вернулся в Диярбакыр через Битлис. Помимо Эвлии Челеби, встреча описана шейх аль-исламом Карачелебизаде Абдулазиз Эфенди.
Абдал-хан принял султана с почётом, довольный султан пожаловал Абдал-хану 100 кошельков с золотом, семнадцати сыновьям Абдал-хана были даны зеаметы, кроме этого, Абдал-хану были дарованы доходы Муша.
«Мелек, ты отомстишь за меня Абдал-хану. Ни когда я отправлялся на священную войну, ни при моём возвращении он не соизволил явиться с приветствиями и пожелать мне удачной кампании».
Когда Мурад возвращался из Багдада в 1638/39 году, будучи в Диярбакыре, он вызвал к себе Абдал-хана и Юсуфа-хана, вождя племени музури. Они не повиновались приказу, разгневав султана. Уезжая в Стамбул, он приказал Мелек Ахмеду-паше наказать непокорных ханов. Ахмед-паша был назначен бейлербеем Диярбакыра, также он получил должность визиря, делавшую его полномочия более весомыми. Помимо непокорных ханов, правительству неприятности доставляли езиды, под чьим контролем оказались торговые пути через Синджар, они отказывались платить налоги и нападали на османские караваны. На подавление их мятежа был направлен Насух-паша. Ахмед-паша пленил Юсуф-хана в Эль-Амадие и убил 700 его людей. Юсуф-хан был прощён, а головы убитых были отосланы Мураду. Затем Ахмед-паша во главе армии выступил из Диярбакыра в направлении Битлиса, но, встретив посредников Абдал-хана и достигнув соглашения с ними (ему было выплачено семьдесят кошельков, много товаров и добра), не стал воевать с Битлисским правителем, а развернулся и направился в сторону Синджара, где бунтовали езиды. Мелек Ахмед полностью подавил их сопротивление, сжёг селения и посевы. Было добыто 9000 голов и 13 600 пленников.
В 1644 году Мелек Ахмед-паша был бейлербеем Эрзурума. В обязанности Абдал-хана входило собирать налоги (и отправлять часть в Стамбул), в том числе и с владельцев скота (в то время курдские племена вели полукочевой образ жизни). В какой-то момент Абдал-хан посчитал, что владельцы отар не уплатили (или не доплатили) ему налог, и захватил 70 000 овец на летних пастбищах в районе Бингёля. Владельцы захваченных овец пришли к Мелек Ахмеду, губернатору, и он отправил к Абдул-хану начальника своей охраны с письмом. В письме было требование вернуть отары. Абдал-хан порвал письмо и приказал убить посланника со словами: «Я не в его провинции, и он надо мной не властен. Я благородный хан». Посланника спас советник Абдал-хана.
Мелек Ахмед собирался разобраться с Абдал-ханом, но был переведён из Диярбакыра.
В ноябре 1654 года Ахмед-паша был вызван в Стамбул и назначен бейлербеем в Ван. В начале 1655 года Ахмед-паша прибыл к Абдал-хану. Приехав в Битлис, Мелек Ахмед-паша произнёс речь, в которой напоминал Абдал-хану о событиях 1640 года (когда Абдал-хан не подчинился вызову Мурада) и 1644 года (когда он похитил отары овец). Мелек Ахмед-паша сообщил, что готов отнести прежние поступки Абдал-хана на счёт его юного возраста в те годы, но указал, что сейчас приехал в качестве бейлербея Вана, и Битлис находится в его юрисдикции. Ахмед-паша предупредил Абдал-хана, что впредь не потерпит нарушения приказов султана. «Сиди тихо и не сходи с правильного пути». Абдал-хан любезно ответил, что это отеческий совет и он намерен ему следовать. Он принял бейлербея по-царски и одарил.
Когда Мелек Ахмед уехал в Ван, его нагнало письмо от Абдал-хана, в котором тот предсказывал скорую смерть Ибшира-паши, великого визиря, родственника и недруга Мелек Ахмеда-паши. В действительности, так и произошло, из Стамбула пришло сообщение о том, что янычары взбунтовались и отрубили голову Ибширу-паше.

### Мятеж Абдал-хана (восстание рузаки)
Через небольшое время повторилась ситуация прошлых лет: к Мелек Ахмеду-паше явился эмир Малазгерда и пожаловался, что Абдал-хан напал на его территории, убил триста человек и увёл 40 000 овец. Мелек Ахмед написал хану письмо, в котором обвинял его в нелояльности. Кроме того, он обвинил правителя Битлиса в том, что тот езид.

Ты, Абдал хан, отлучён от дома Османа; ты бунтуешь, блуждаешь и заблуждаешься; человек племени Рожаки, лишённый чести и стыда, который гордится тем, что происходит из дома Аббаса и Евхадехуллы, а на самом деле является отпрыском курдов езидов; запятнанный мятежом и коррупцией, еретик<…> Теперь, в этом солидном возрасте, ты не изменился<…> Ты угнал 40 000 овец, принадлежащих Мехмед-бею, эмиру Малазгирда<…> Ты собираешь вокруг себя племена курдов-езидов.
Абдал-хан собрал своё войско в 40 000 человек и взбунтовался. Кампания началась 5 июля 1655 года. Ещё до штурма Битлиса воины Абдал-хана совершили неудачное покушение на Мелека Ахмеда-пашу. Отряд из 200 курдов ворвался в лагерь, а один вооружённый копьём курдский всадник ворвался в шатёр Юсуфа Кетхуды, заместителя бейлербея. В итоге только некоторые из нападавших остались в живых. Возведённые Абдал-ханом каменные редуты вокруг Битлиса, а также старые стены города защищались курдской пехотой, вооружённой мушкетами. Мелек Ахмед-паша атаковал внешний оборонительный периметр и прорвался в город. Абдал-хану удалось скрыться. После падения Бидлиса 1000 курдов продолжали сопротивляться в старой цитадели. После того, как они сдались, захвачено было 700 человек, из которых казнено было 150 человек, 550 остались рабами. Эти события иногда называют «восстание рузаки». После падения Битлиса и бегства Абдал-хана Мелек Ахмед-паша поставил правителем Битлиса любимого сына Абдал-хана, Заяд-ад-дина.

Через полгода Мелек Ахмед-паша отправил Эвлию Челеби в Битлис собрать налоговые задолженности. Когда Эвлия прибыл в Битлис, пришла новость, что Мелек Ахмед-паша снят с должности бейлербея Вана и отозван в Стамбул. Скрывавшийся Абдал-хан немедленно вернулся в свой замок (27 февраля 1656 года). Эвлии Челеби пришлось соврать Абдал-хану, что он более не служит у Мелека Ахмеда-паши. Абдал-хан взял его учителем к своим сыновьям и пообещал дочь в жёны. Но Абдал-хан показал свою другую сторону. Ранее Эвлия видел его в роли гостеприимного и образованного вельможи, теперь, после лишения звания эмира, это был подозрительный жестокий тиран. Эвлия стал свидетелем казни старца Моллы Мехмеда головорезом из охраны Абдал-хана. 
Абдал-хан заявил, что вина старика в колдовстве: он якобы навёл порчу на курдских воинов, и Мелек Ахмед-паша потому смог победить. Эвлия тренировал свою лошадь для поездок по снегу, подготавливая побег. Помогло сбежать ему трагическое событие, которому он был свидетелем: юный Зияэддинн был заколот своим старшим братом Нур-ад-Дином. События развивались следующим образом: вечером в хамаме между братьями возник конфликт —
«кровожадный с мрачными глазами» Нуреддихир, который ещё со времени возведения Зияэддинна в звание эмира носил в себе злобу и зависть, устроил скандал своему брату-эмиру. Кое-как братьев развели и успокоили Нуреддихира. После этого Зияэддинну не спалось, и он попросил Эвлию Челеби побыть с ним. Они играли в карты, новую игру, ещё не известную в Стамбуле, но пришедшую из Персии. Когда Зияэддинн спал, а Эвлия ещё не заснул, в комнату вошёл Нур-ад-Дин, Эвлия сделал вид, что спит и увидел, как Нуреддихир (Нур-ад-Дин) стал наносить брату удары кинжалом. Во время этого нападения Эвлия сбежал из замка Абдал-хана, ускользнул от погони и нагнал Мелек Ахмеда-пашу в Адылджевазе. Вскоре он получил письмо, в котором Абдал-хан сообщал, что казнил Нур-Ад-Дина за убийство Зияэддинна, и жаловался на свою несчастную судьбу, лишившую его двух сыновей за три дня.
После смерти Зияэддинна Абдал-хан продолжал править в Битлисе, пользуясь нестабильностью ситуации. 28 июля 1665 года бейлербей Вана Юсуф-паша сместил Абдал-хана и назначил ханом его сына, Бедреддина. Существуют разные версии того, какова была дальнейшая судьба Абдал-хана, место и время его смерти точно не известны. Еремия Челеби в своей Истории Стамбула  сообщал, что Абдал-хан был отправлен в Стамбул, посажен в тюрьму и казнён. Кёхлер упоминал, что Абдал-хан жил спокойно в Стамбуле до 1667/68 года, пока не был казнён Мехмедом IV. Данкофф сообщал, что данные Кёхлера нуждаются в проверке, поскольку он ссылался на листы 175 и 176 хроники Zübde-i Vekayiât Сари Мехмеда-паши, но на страницах Zübde-i Vekayiât с такими номерами нет ничего про Абдал-хана, эти листы относятся к 1688/89 году.

## Богатства Абдал-хана и его личность
По словам Эвлии, Абдал-хан имел короткую шею, широкие плечи, был стройным и крупным, у него были смуглая кожа, нос клювом, широкий лоб, небесного цвета глаза, большие уши, пышные усы, густая борода. Эвлия Челеби описывает Абдал-хана как философа, знатока химии и алхимии, магии, медицины, ветеринарии, владеющего разными умениями. Согласно описанию Эвлии, он успешно лечил глаза. Эвлия был свидетелем нескольких операций на глазах, выполненных Абдал-ханом. Он также успешно лечил лошадей и соколов. Абдал-хан был прекрасным наездником, охотником, стрелком из лука. Дворец Абдал-хана был построен по его планам и чертежам. Абдал-хан соорудил искусственное озеро, построив дамбу. Он прекрасно рисовал и владел каллиграфией, кузнечным и ювелирным делом. Владел арабским, османским, персидским, курдским языками. При изъятии его ценностей были обнаружены собственноручно написанные Абдал-ханом на разных языках сочинения (семьдесят семь томов), сто пять эссе разного рода. Эвлия Челеби называл его хезар-фен (владеющий тысячью искусствами).
Библиотека Абдал-хана, по описанию Эвлии Челеби, содержала 6000 манускриптов, 200 европейских книг, 200 альбомов с персидскими миниатюрами. Среди европейских книг были Атлас Минор Меркатора, География, Маппа Мунди, рисунки Старого и Нового света, книги по астрономии и медицине, гравюры различных частей человеческого тела в разрезе.
Описывая бани Мурада IV, Эвлия писал, что других таких роскошных бань он нигде в империи не видел, за исключением дворца Абдал-хана в Битлисе. Огромное количество ценностей сгорело в замке при штурме, однако и оставшееся впечатляло: было захвачено множество ковров персидских и китайских, мебель из палисандра, ливанского кедра, слоновой кости, оружие. Среди изъятых сокровищ было множество сундуков, в которых обнаружили внутри шкатулки с драгоценностями. Когда Мелек Ахмед-паша узнал, что это приданое Ханым-султан, жены Абдал-хана, он отослал всё ей обратно. Эвлия Челеби писал, что её радость и благодарность не знали границ. После этого жена Абдал-хана отправила Кае-султан, жене Мелека Ахмеда-паши, дорогие подарки, десятки драгоценных камней, корону, украшенную пятьюдесятью бриллиантами. У Абдал-хана было триста восемьдесят мечей и кинжалов с богатой инкрустацией и гравировкой из разных частей света — Исфахана, Дамаска, Франции, Германии, Каира, Салоник; шесть тысяч курдских кинжалов, две тысячи щитов, тысяча семьсот копий в кожаных чехлах, двести разукрашенных луков различных мастеров (из мастерской) султана Баязида; тысяча богато украшенных европейских мушкетов, триста шкур львов, тигров и леопардов, триста сёдел, сто эгретов из белого и жёлтого золота, изготовленных Абдал-ханом собственноручно. В сокровищнице хана были тысяча отрезов ценных тканей, две тысячи вышитых золотой нитью подушек, двести шёлковых персидских ковров, семьдесят вышитых войлочных исфаханских ковров, каждый в сорок локтей в длину, сто пятьдесят килимов, около двух тысяч тентов разного рода. Тысячи единиц серебряной и ценной фарфоровой посуды, сотни бриллиантов, рубинов, топазов, бирюзы, сундуки, набитые соболиными шубами, были проданы, чтобы покрыть долги Абдал-хана перед владельцами угнанных отар и императорской казной.
Богатства Абдал-хана удивляли современников. Через Битлис во время правления Абдал-хана проезжал Тавернье. Он описывал богатство города, мощь крепости и настолько был введён ими в заблуждение, что считал город независимым от османов и сефевидов. «Бей Битлиса — могущественный», — сообщил он.

## Семья
Эвлия упоминает, что у Абдал-хана было двадцать братьев, не указывая, идёт ли речь только о родных.
У Абдал-хана было «четырнадцать благородных сыновей, среди которых Зияэддинн, Бедир [Бедреддин], Нурэддихир, Шереф, Измаил, Шемседдин, Хасан, Хуссейн», в процедуре возведения Зияеддина в эмиры участвовали Бедреддин и Нуреддихир; Шереф, Измаил, Шемсетдин, Хасан и Хуссейн присутствовали на этом мероприятии, но не участвовали. Прочие сыновья не принимали участия в публичных церемониях, и Эвлия с ними не был знаком, они жили в гареме, то есть были малы. Нет сведений о матерях сыновей Абдал-хана, кроме четырёх.
Озтуна сообщал, что Абдал-хан был женат на внучке султана Селима II (дочери Шах-султан) (1576? — после 1660); Эвлия Челеби называл её Ханым-султан (обычное титулование дочери султана) и писал: «Жена хана — дочь Зал-паши»; или «Жена хана — внучка Зал-паши, визиря Сулеймана». От этой жены у Абдал-хана были сыновья:
- Зияэддинн; «милый юноша, высокий и с благородной осанкой, с тёмными газельими глазами»[59], 31 июля 1655 года назначен ханом бейлербеем Вана, Мелек Ахмедом-пашой; убит братом Нуреддехиром[37].
- Шерефеддин[60]; эмир Шараф-хан VI, по заказу которого в 1669 году был выполнен перевод Шарафнаме с персидского на турецкий язык, был сыном Абдал-хана[61], хотя Солтани ошибочно называл его внуком Шараф-хана V Бидлиси (то есть братом или кузеном Абдал-хана)[62]. Перевод выполнил Мухаммед бен Ахмад бен Зияэддин бен Шараф-хан, его отец Ахмед был родным братом Абдал-хана[61].

Согласно Эвлии Челеби, ранее у Абдал-хана была ещё одна жена, Эвлия называл её Араб-ханым. От неё был сын:
- Бедреддин [59]; назначен ханом бейлербеем Вана, Юсуфом-пашой, 28 июля 1665 года[63]. Пробыл в должности недолго, уже в 1669 году эмиром был Шерефетдин[61].

Также у Абдал-хана был сын от наложницы:
- Нуреддехир[59]; после убийства Зияеддина был казнён по приказу Абдал-хана[64].

Самым старшим сыном Абдал-хана был Бедреддин, затем шёл Нуреддихир, а за ним — Зияэддин: про Нуреддихира Эвлия Челеби писал, что он младше Бедреддина, но старше Зияэддина. Известно, что при женитьбе на дочери или внучке султана жених должен был дать развод всем предыдущим жёнам.
В XIX веке потомки семьи ещё жили в Битлисе, как писал Махмуд Байязиди, однако они уже не правили городом даже номинально и распоряжались скромной рентой, предложенной им за их владения султаном. Неизвестно, были ли это потомки Абдал-хана. Так же неизвестно, был ли эмир Шараф-хан VI, писец которого выполнил в 1669 году перевод с персидского на турецкий Шараф-наме, сыном Абдал-хана. Солтани называл его внуком Шараф-хана V Бидлиси (то есть братом или кузеном Абдал-хана).

## Комментарии
1. ↑  Племенная курдская конфедерация, из вождей которой происходила правящая династия Битлиса. Шараф-хан писал так: «“рузаки” — слово [языка] дари. Некоторые его писали через “дж” и “ш”»[31].

### На русском языке
- Шараф-хан ибн Шамсаддин Бидлиси. Шараф-наме / Перев., предисл., примеч. и прилож. Е. И. Васильевой. — М.: Наука, 1967. — Т. XXI, 1. — (Памятники письменности Востока).; первые четыре раздела.
- Шараф-хан ибн Шамсаддин Бидлиси. Шараф-наме / Перев., предисл., примеч. и прилож. Е. И. Васильевой.. — М.: Наука, 1976. — Т. XXI,2. — (Памятники письменности Востока).; пятый раздел.
- Васильева Е.И. Шараф-хан Бидлиси. Эпоха. Жизнь. Бессмертие. — СПб.: Наука, 2003. — С. 104. — ISBN 5-02-027098-9.
- Васильева Е.И. Курдские историографы о курдских племенах (от Шараф-хана Бидлиси — XVI в. до Мирзы Али-Акбара Курдистани — XIX в.) (тур.) // Письменные памятники Востока. — 2010. — Num. 2(13). — S. 207—230.
- Шараф ад-Дин Али Йазди. Зафар-наме. — Ташкент: SAN'AT, 2008. — 519 с. — ISBN 978-9943-322-16-5.
- Печеви Ибрагим эфенди. История. Дата обращения: 8 апреля 2017. Архивировано из оригинала 9 апреля 2017 года.

### На других языках
- Beyazıt Y. Evliya Çelebi’nin Sunduğu Önemli Bir Portre: Bitlis Hanı Abdal Han (An Important Portrait as Presented by Evliya Çelebi: Abdal Khan of Bitlis) (тур.) : Pamukkale University Journal of Social Sciences Institute. — 2011. — Vol. 10. — P. 67—82. — ISSN 1308-2922.
- Bouquet Olivier. The Sultan’s Sons-in-Law: Analysing Ottoman Imperial Damads (англ.) // Journal of the Economic and Social History of the Orient : journal. — 2015. — Vol. 58, no. 3. — P. 327—361. — ISSN 0022-4995. — doi:10.1163/15685209-12341377.
- Dankoff Robert. An ottoman mentality: The world of Evliya Chelebi (англ.). — Leiden: BRILL, 2006. — 279 p. — (The Ottoman empire and its heritage. vol. 31). — ISBN 90-04-15262-8.
- Dehqan M., Genç V. Reflections on Sharaf Khan's Autobiography (фр.) : Manuscripta Orientalia. International Journal for Oriental Manuscript Research. — 2015. — Vol. 21(1). — P. 46—61. Архивировано из оригинала 14 июля 2017 года.
- Dehqan M., Genç V. Why Was Sharaf Khan Killed? (фр.) : Manuscripta Orientalia. International Journal for Oriental Manuscript Research. — 2015. — Vol. 21(2). — P. 13—19.
- Eppel M. People Without a State: The Kurds from the Rise of Islam to the Dawn of Nationalism (англ.). — Austin: University of Texas Press, 2016. — 188 p. — ISBN 1477311076. — ISBN 9781477311073.
- Evliya Çelebi. The Intimate Life of an Ottoman Statesman (англ.) / Dankoff R. — Albany: State University of New York Press, 1991. — 304 p. — ISBN 978-0791406410.
- Evliya Efendi. The travels of Evliya Efendi (англ.) / translated from turkish and edited by Ritter Joseph von Hammer. — London: Oriental Translation Fund, 1846. — Vol. 1. — 220 p. — (Narrative of travels in Europe, Asia, and Afrika, the seventeenth century).
- Evliya Çelebi. Evliya Çelebi's book of travels. 2. Evliya Çelebi in Bitlis (англ.) / Klaus Kreiser[нем.]. — Leiden: E.J. Brill, 1988. — 435 p. — ISBN 9004092420. — ISBN 9789004092426.
- Faroqhi S. The Cambridge History of Turkey (англ.) / Klaus Kreiser. — Cambridge: Cambridge University Press, 2003. — Vol. 3. The Later Ottoman Empire, 1603–1839. — 640 p. — ISBN 0521620953. — ISBN 9780521620956.
- Köhler W. Evliya Çelebi Seyahatnamesinde Bitlis ve Halkı (тур.). — Ankara: Yeni Alan Yayıncılık Kitapları, 1989. — 92 S.
- İnbaşı M. XVIII. Yüzyılda Bitlis Sancağı ve İdarecileri (тур.) : Atatürk Üniversitesi Türkiyat Araştırmaları Enstitüsü Dergisi. — Yeni Alan Yayıncılık Kitapları, 2007. — Vol. 33. — S. 243—261.
- Özgüdenli O.G. Şeref Han (тур.) // Islam Ansiklopedisi. — 2010. — Vol. 38. — S. 548—550.
- Öztuna Y. Kanuni Sultan Süleyman (тур.). — İstanbul: Ötüken Neşriyat A.Ş., 2016. — 208 S.
- Peirce Leslie P. The Imperial Harem: Women and Sovereignty in the Ottoman Empire. — Oxford: Oxford University Press, 1993. — 374 p. — ISBN 0195086775. — ISBN 9780195086775.
- Reid J.J. Crisis of the Ottoman Empire: Prelude to Collapse 1839-1878 (англ.). — Stuttgart: Franz Steiner Verlag, 2000. — 517 p. — (Zeitschrift Fur Dialektologie Und Linguistik. Beihefte, vol. 57). — ISBN 3515076875. — ISBN 9783515076876.
- Reid J.J. Batak 1876: a massacre and its significance (англ.) // Journal of Genocide Research. — Abingon: Routledge, 2000. — No. 2(3). — P. 375—409. — ISSN 1462-3528.
- Reid J.J. Rozhîkî Revolt, 1065/1655 (англ.) : Journal of Kurdish Studies. — 1998—2000. — P. 13—40. — ISSN 2051-4891. — doi:10.2143/JKS.3.0.519239.
- Sakisian A. Abdal Khan, seigneur kurde de Bitlis au XVIIe siècle et ses trésors (фр.) // Journal Asiatique. — Paris: Peeters, 1937. — Vol. 229. — P. 255—270.
- Sarıcaoğlu Fikret. Melek Ahmet Paşa (тур.) // Islam Ansiklopedisi. — 2004. — C. 29. — S. 42—44.
- Sestini D. Le Guide du Voyageur en Égypte, ou description des végétaux et des minéraux qui existent en Égypte. Traduit de l'italien de Sestini par M. … [i.e. Count De Fleury?] (англ.). — Paris: Les marchands de nouveautés, 1803. — 332 p.
- Süreyya Mehmed Bey. Sicill-i Osmani (тур.) / haz. Nuri Akbayar. — İstanbul: Tarih Vakfı Yurt Yayınları, 1996. — Vol. 4. — S. 1087. — 350 S. — ISBN 975-333-0383.
- Viaggi di Pietro della Valle, il pellegrino : descritti da lui medesimo in lettere familiari all'erudito suo amico Mario Schipano, divisi in tre parti cioè : La Truchia, La Persia, e l'India, colla vita dell'autore (итал.). — Brighton: G. Gancia, 1843. — Vol. 1.